# Libro rojo de Hergest
El Libro rojo de Hergest (en galés: Llyfr Coch Hergest, Jesus College, Oxford, MS 111) es un gran manuscrito en vellum escrito poco después de 1382, y está considerado como uno de los manuscritos medievales más importantes escritos en la lengua galesa. Preserva una colección de poesía y prosa galesas, notablemente los cuentos del Mabinogion y la poesía de Gogynfeirdd. El manuscrito deriva su nombre del color del cuero que lo ata y de su asociación con la Corte de Hergest entre finales del siglo XV y comienzos del XVII.

## Recopilación
El manuscrito fue escrito entre aproximadamente 1382 y 1410. Uno de los varios copistas responsables ha sido identificado como Hywel Fychan fab Hywel Goch de Buellt. Se sabe que trabajó para Hopcyn ap Tomas ab Einion (c. 1330 – después de 1403) de Ynysforgan, Swansea, y es posible que el manuscrito fuera compilado para Hopcyn.
Según el estudioso Daniel Huws,  es "de lejos el más pesado de los libros medievales en galeses, el más grandes en sus dimensiones [...] Y el más grueso".

## Historia
El manuscrito parece haber sido retenido por la familia Hopcyn hasta finales del siglo XV, cuándo Hopcyn nieto Hopcyn ap Rhys fue considerado cómplice en la rebelión contra Eduardo IV y consiguientemente vio muchas de su propiedades confiscadas. Los Vaughans de Tretower (Tretŵr), entonces en Breconshire, lo obtuvieron probablemente en 1465 al recibir las propiedades confiscadas a los Hopcyn. La propiedad está sugerida por dos odas (awdlau) dedicadas a Sir Thomas Vaughan (d. 1483) y sus hijos, que fueron añadidas al manuscrito por el poeta galés Lewys Glyn Cothi en Tretower. El Libro Rojo pronto pasó de la posesión de los Vaughans a la corte de Hergest, cerca de Kington en las Marcas galesas. Sir John Price de Brecon informa haber visto el manuscrito en 1550, presumiblemente en Hergest. A finales de la década de 1560, William Salesbury encontró el manuscrito en la posesión de Sir Henry Sidney en Ludlow, cuando Siancyn Gwyn de Llanidloes lo recibió en préstamo de él.
A comienzos del siglo XVII, el Libro Rojo había pasado al Mansels de Margam, de ahí a Glamorgan. Fue posiblemente aportado al matrimonio entre la nieta de Henry Sidney, Catherine y Sir Lewis Mansel, del que se sabe que lo poseía en 1634. El manuscrito aparece más tarde en la colección de Thomas Wilkins (d. 1699), un clérigo y anticuario galés, que pudo haberlo tomado prestado de los Mansels sin regresarlo. En 1697, Wilkins fue visitado por Edward Lhuyd, que pasó algún tiempo copiando un manuscrito que bien podría haber sido el Libro Rojo. En 1701, dos años después de la muerte de Wilkins, su hijo Thomas Wilkins el Joven donó el manuscrito a Jesus College, Oxford. Evidencia interna, una nota por el último Wilkins, sugiere que Edward Lhuyd entonces tenía el manuscrito en préstamo, pero que la universidad sería capaz de recuperarlo solo 13 años más tarde, después de la muerte de Lhuyd.

## Contenido

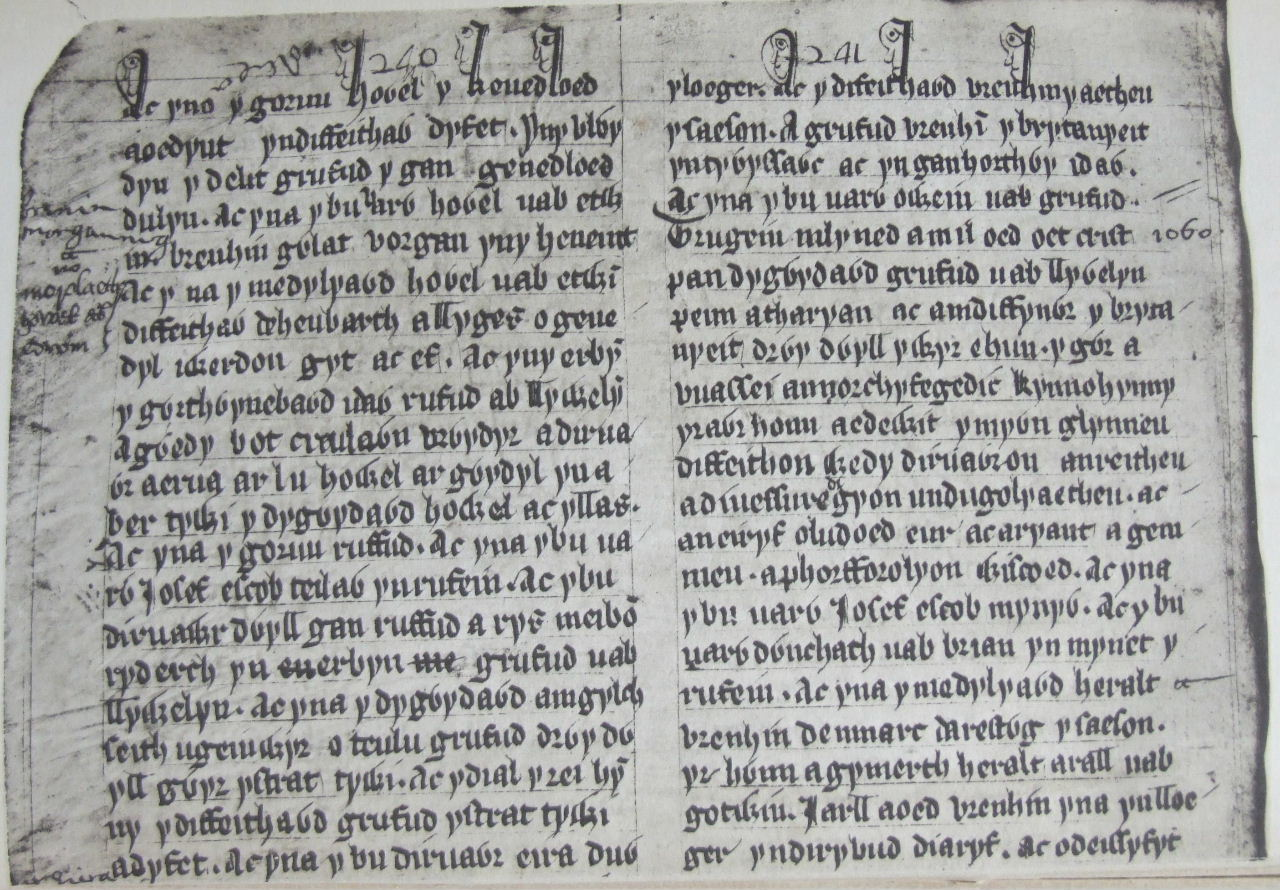
El Libro Rojo de Hergest, columnas 240 @– 241.

La primera parte del manuscrito contiene prosa, incluyendo el Mabinogion, porque esta es una de las fuentes de manuscrito, otros cuentos, textos históricos (incluyendo una traducción galesa de Geoffrey de Monmouth Historia Regum Britanniae), y varios otros textos que incluyen una serie de Tríadas. El resto del manuscrito contiene poesía, especialmente del periodo de poesía cortesana conocida como Poesía de los Príncipes (galeses: Gogynfeirdd o Beirdd y Tywysogion), incluyendo los ciclos Canu Llywarch Gallina, Canu Urien, y Canu Heledd. El Libro Rojo es similar en contenido al Libro blanco de Rhydderch, del cual se ha sospechado que podría ser una copia en ciertos momentos. Hoy en día se considera que ambos libros descienden de un ancestro o ancestros comunes.
El manuscrito también contiene una colección de remedios herbales asociados con Rhiwallon Feddyg, fundador de una dinastía médica que duró más de 500 años – 'Los Físicos de Myddfai' del pueblo de Myddfai justo a las afueras de Llandovery.

## Influencia
J. R. R. Tolkien tomó prestado el título para su Libro Rojo de la Frontera del Oeste, la fuente legendaria imaginada de los cuentos de Tolkien. Aunque también hay un Libro rojo de Worcester, más cercano a la casa de Tolkien.